# Severnica
Sévernica (ali Polára, Polárnica, Poláris, Feniks) (α UMi, α Ursae Minoris, Alfa Ursae Minoris) je najsvetlejša zvezda v ozvezdju Malega medveda (Malega voza). Njena trenutna lega je takšna, da je blizu severa, oziroma severnega nebesnega tečaja, vendar ni točno na severu (razlika je v okviru 45 ločnih minut, deklinacija zvezde je +89° 15′ 38.1″). Tudi med navidezno najsvetlejše zvezde ne spada. Najdemo jo tako, da zadnjo stranico Velikega medveda (Velikega voza) podaljšamo za 5-krat. Ni točno v tej črti, temveč nekoliko bolj desno, pa vendar z določanjem nimamo težav, saj druge svetlejše zvezde ni v bližini.
Severnica je v resnici trozvezdje. Dve malce bolj svetli zvezdi obkrožata skupno masno središče. Polaris Aa je rumena velikanka s 5,4-kratno maso in 46-kratnim premerom našega Sonca. Je radialna spremenljivka, ki spreminja navidezni premer in svetlost s periodo približno štirih let in je prva zvezda te vrste, katere maso so določili iz njene orbite. Polaris Ab ima maso približno 1,26 mase Sonca in kroži okrog skupnega središča z Aa na zelo kratki razdalji 18,8 au (2,8 milijard km) s periodo okrog 29,6 leta. Zaradi bližine obeh zvezd Aa in Ab sistema Polaris A zvezd ne ločimo z običajnimi teleskopi, in svetlobo Aa preglasi svetloba večje zvezde. Šele leta 1929  so z raziskovanjem spektra Polaris A dokazali, da gre za zelo bljižnje dvozvezdje. Leta 2006 je NASA objavila slike s Hubblovega teleskopa, ki prikazujejo celotno trozvezdje. Tretja zvezda je spremljevalka Polaris B z maso okrog 1,39 mase Sonca, ki je veliko bolj oddaljena od sistema Polaris A (2.400 au) in ga obkroži v približno 42000 letih. Zvezdo lahko opazimo že z razmeroma skromnim  teleskopom in jo je že leta 1779 s svojim zrcalnim teleskopom odkril nemško-britanski astronom William Herschel.
Zaradi precesije Zemljine vrtilne osi je bila leta 2700 pr. n. št. najsevernejša nadobzornica zvezda Tuban, daleč v prihodnosti leta 14000 pa bo Vega.